# Vuelo 236 de Air Transat
El 24 de agosto de 2001, el vuelo 236 de Air Transat, entre Toronto (Canadá) y Lisboa (Portugal), se quedó sin combustible mientras volaba sobre el Océano Atlántico debido a una fuga en el motor derecho. El avión tuvo que planear hasta el aeropuerto más cercano, desviando su rumbo que originalmente era hacia Lisboa, teniendo que realizar un aterrizaje de emergencia en la Base Aérea militar de Lajes en las Islas Azores. Es uno de los planeos más prolongados efectuados por un jet comercial. El vuelo fue desviado 100 kilómetros al sur de su rumbo original después del despegue. Si esto no hubiera ocurrido, habría tenido que amerizar en el Océano Atlántico, lo que pudo haber tenido consecuencias fatales. Air Transat es una compañía aérea de Canadá.
A bordo se encontraban 306 personas (13 tripulantes y 293 pasajeros). No hubo víctimas mortales.

## Vuelo
A las 05:33 cuando se encontraban en las coordenadas 42°44′N 23°05′O / 42.733, -23.083, los sensores de alarma de desequilibrio de combustible mostraron un nivel anormalmente bajo de combustible en los depósitos del ala derecha del avión, pero el capitán pensaba que era debido a un error del ordenador y no a una posible fuga de combustible. En aquellas fechas, Airbus no disponía en sus aviones de ningún sensor que detectase dichas fugas. 
El comandante Piché solicitó a miembros de su tripulación que intentaran verificar a través de las ventanillas de cola si existía dicha fuga, pero la oscuridad de la noche se lo impidió. Aun así, al comprobar que el nivel continuaba descendiendo de manera preocupante, decidió accionar la válvula de compensación de combustible para trasvasar del depósito izquierdo al derecho. Cuando se corroboraron los altos niveles de consumo de combustible la situación ya estaba muy comprometida.
Piché había considerado hasta el momento un error del ordenador de a bordo, por lo que no realizó los cambios de volúmenes de combustible entre las alas y el depósito central a tiempo. Cuando a las 6:13 UTC el motor derecho se paró, Piché tuvo que asumir que los datos mostrados en los paneles de control eran reales.
A las 06:13 UTC el capitán comunicó que el motor derecho se había apagado, pusieron el motor izquierdo a máxima potencia y descendieron a 30 000 pies (9144 metros), ya que no era posible mantener altitud a velocidad de crucero con tan solo un motor en funcionamiento. 13 minutos después, a las 06:26 UTC perdieron también el motor izquierdo, y con él toda capacidad generadora de energía eléctrica e hidráulica, convirtiéndose el avión en un planeador gigante. La turbina de aire de impacto se desplegó de forma automática, produciendo energía de emergencia para los mandos de vuelo y la aviónica del aparato.
A las 06:45 UTC, tras recorrer las 65 millas náuticas que le separaban de tierra, y gracias a la turbina de aire de impacto, consiguieron aterrizar en el aeropuerto de Lajes sin que el pasaje sufriese daños, únicamente reventó ocho neumáticos de los 10 que tenía, en lo que supuso el planeo no deseado más largo de la historia.
La investigación concluyó que el incidente había sido un error humano del equipo de mantenimiento del avión. Cinco días antes del incidente se sustituyó el motor derecho por otro que envió Rolls Royce, pero al comprobar que le faltaban alguna piezas hidráulicas, decidieron instalar piezas de otro modelo más antiguo similar, pero que no se correspondían exactamente con las del nuevo motor por escasos milímetros, por lo que las piezas no quedaban perfectamente ajustadas y los tubos rozaban. Finalmente, un tubo del sistema hidráulico que rozaba con el tubo del combustible provocó que éste se rompiera, lo que produjo la fuga.

## Filmografía
Este accidente fue presentado en el sexto episodio de la primera temporada de Mayday: Catástrofes aéreas, titulado "Flying on empty", en español "Volando sin combustible".